# Progress D-18T
Progress D-18T (ali Lotarev D-18T, kdaj tudi Ivčenko-Progress D-18T) je sovjetski trigredni visokoobtočni turbofan s 23430 kg (50000 funtov) potiska. Uporablja se na velikih transportnih letalih Antonov An-124 in Antonov An-225. Je bil prvi sovjetski reaktivni motor z več kot 20 tonami potiska.
Zasnovali so ga v biroju Ivčenko-Progress v 1970ih pod vodstvom Lotareva. Proizvajalo ga je podjetje Motor Sich iz Ukrajine.
Prvič so ga pognali 19. septembra 1980, 24. decembra 1982 je prvič poletel An-124 s D-18T motorji.
Trenutno je v uporabi 188 D-18T motorjev, ki so skupaj delovali več kot milijon ur.

## Uporaba
- Antonov An-124
- Antonov An-225

## Specifikacije (D-18T)
- Tip: trigredni visokoobtočni turbofan
- Dolžina: 5,4 m (212,6 in)
- Širina: 2,93 m (115,6 in)
- Višina: 2,79 m (109,9 in)
- Premer ventilatorja: 2,33 m (91,73 in)
- Teža: 4100 kg (9039 lb)
- Kompresor: 7-stopenjski srednjetlačni, 7-stopenjski visokotlačni
- Zgorevalna komora: obročasta
- Turbina: 1-stopenjska visokotlačna, 1-stopenska srednjetlačna, 4-stopenjska nizkotlačna

- Največji potisk: 23430 Kg; 51655 funtov (229,77 kN)
- Tlačno razmerje: 27,5
- Obtočno razmerje: 5,7
- Temperatura na vstopu v turbino: 1600 K (1327 °C; 2420 °F)
- Razmerje potisk/teža: okrog 5,7:1